# Hortaleza
Hortaleza is een district in het noordoosten van de Spaanse hoofdstad Madrid. In het oosten grenst het stadsdeel aan Barajas. Hortaleza telt ongeveer 174.000 inwoners (2013).

## Wijken
- Palomas
- Piovera
- Canillas
- Pinar del Rey
- Apóstol Santiago
- Valdefuentes

## Geboren
- Luis Aragonés (28 juli 1938-1 februari 2014), voormalig voetballer en voetbaltrainer
- Florentino Perez, ondernemer en voorzitter van Real Madrid

## Cultuur
Het district herbergt sinds 2017 een bibliotheek, vernoemd naar de schrijfster en feministe María Lejárraga.
Centro · Arganzuela · Retiro · Salamanca · Chamartín · Tetuán · Chamberí · Fuencarral-El Pardo · Moncloa-Aravaca · Latina · Carabanchel · Usera · Puente de Vallecas · Moratalaz · Ciudad Lineal · Hortaleza · Villaverde · Villa de Vallecas · Vicálvaro · San Blas · Barajas